# Predator International Championship
Die Predator International Championship (auch: Predator International 10-Ball Championship, Predator Central Florida Pro 9-Ball Open, Predator Florida Open) war ein Poolbillardturnier, das von 2002 bis 2011 jährlich ausgetragen wurde.
Von 2002 bis 2004 fand es in Orlando, von 2005 bis 2007 in Jacksonville, 2008 und 2009 in Las Vegas in den USA sowie 2010 und 2011 in Quezon City auf den Philippinen statt. Dabei wurde von 2001 bis 2005 9-Ball und ab 2006 10-Ball gespielt.
Mit drei Titeln ist der Amerikaner Johnny Archer der erfolgreichste Spieler des Turniers, der Philippiner Dennis Orcollo gewann das Turnier zweimal. Thomas Engert gewann als einziger Deutscher das Turnier.

## Turniersieger
| Jahr | Austragungsort | Sieger            | Disziplin |
| ---- | -------------- | ----------------- | --------- |
| 2002 | Orlando        | Mika Immonen      | 9-Ball    |
| 2003 | Orlando        | Johnny Archer     | 9-Ball    |
| 2004 | Orlando        | Johnny Archer     | 9-Ball    |
| 2005 | Jacksonville   | Johnny Archer     | 9-Ball    |
| 2006 | Jacksonville   | Thomas Engert     | 10-Ball   |
| 2007 | Jacksonville   | Shane van Boening | 10-Ball   |
| 2008 | Las Vegas      | Tony Drago        | 10-Ball   |
| 2009 | Las Vegas      | Dennis Orcollo    | 10-Ball   |
| 2010 | Quezon City    | Efren Reyes       | 10-Ball   |
| 2011 | Quezon City    | Dennis Orcollo    | 10-Ball   |